# Erceville
Erceville – miejscowość i gmina we Francji, w Regionie Centralnym, w departamencie Loiret.
Według danych na rok 1990 gminę zamieszkiwało 230 osób, a gęstość zaludnienia wynosiła 18 osób/km² (wśród 1842 gmin Centre, Erceville plasuje się na 910. miejscu pod względem liczby ludności, natomiast pod względem powierzchni na miejscu 1000.).